# Фран (Јура)
Фран (фр. Frasne) насеље је и општина у источној Француској у региону Франш-Конте, у департману Јура која припада префектури Доле.
По подацима из 2011. године у општини је живело 108 становника, а густина насељености је износила 22,13 становника/km². Општина се простире на површини од 4,88 km². Налази се на средњој надморској висини од метара (максималној 340 m, а минималној 197 m).

## Демографија
| 1962. | 1968. | 1975. | 1982. | 1990. | 1999. | 2011. |
| ----- | ----- | ----- | ----- | ----- | ----- | ----- |
| 88    | 91    | 92    | 110   | 96    | 119   | 108   |

График промене броја становника у току последњих година